# Paraense Transportes Aéreos
La Paraense Transportes Aéreos era una compagnia aerea brasiliana fondata nel 1952. Cessò le operazioni nel 1970.

## Storia
Paraense Transportes Aéreos era una compagnia aerea brasiliana fondata il 18 febbraio 1952 da Antônio Alves Affonso Ramos Junior che effettuò il suo volo inaugurale il 30 marzo dello stesso anno con un Consolidated PBY-5A Catalina.
I voli regolari passeggeri e merci iniziarono nel 1957 utilizzando un Curtiss C-46 per volare da Belém a Rio de Janeiro passando per Pedro Afonso, Cristalândia e Brasilia. Infatti, Paraense fu una delle prime compagnie aeree a disporre di rotte regolari per Brasilia, la nuova capitale brasiliana, inaugurata nel 1960. Nel 1960 fu tracciata la rotta São Paulo, Cuiabá, Porto Velho, Rio Branco.
Ebbe gravi problemi di manutenzione e dopo una serie di incidenti, in particolare quello del 14 marzo 1970, tutti gli aerei furono messi a terra. Il 29 maggio 1970, la Paraense cessò le operazioni.

## Flotta
La flotta di Paraense Transportes Aéreos, nei suoi anni di attività, era composta da:
- 3 Consolidated PBY-5A/6A Catalina dal 1952 al 1959;
- 19 Curtiss C-46/Super C-46 Commando dal 1957 al 1970;
- 5 Douglas DC-4 dal 1962 al 1970;
- 2 Douglas DC-3/C-47 dal 1962 al 1970;
- 6 Fairchild Hiller FH-227B dal 1967 al 1970

## Incidenti
- 31 maggio 1958: un Curtiss C-46D-15-CU Commando cargo immatricolato PP-BTB si schiantò poco dopo il decollo da Rio de Janeiro-Santos Dumont per cause sconosciute. L'equipaggio di 4 persone perse la vita.[4]
- 6 maggio 1959: un Curtiss C-46/Super C-46 Commando registrato PP-BTA si schiantò poco dopo il decollo da Belém-Val de Cans. Tre membri dell'equipaggio morirono.[5][6]
- 22 settembre 1960: un Curtiss C-46/Super C-46 Commando immatricolato PP-BTF si schiantò poco dopo il decollo da Belém-Val de Cans. Morirono sette occupanti.[6][7]
- 12 agosto 1965: un Curtiss C-46A-50-CU Commando registrato PP-BTH in rotta verso Cuiabá prese fuoco e si schiantò nei pressi di Buracão, vicino a Barra do Bugre, nello Stato del Mato Grosso. Tutti i 13 passeggeri e l'equipaggio morirono.[8]
- 27 marzo 1968: il Douglas C-47A PP-BTX rimase danneggiato in modo irreparabile dal punto di vista economico in una località sconosciuta in Brasile.[9]
- 14 marzo 1970: un Fairchild Hiller FH-227B con registrazione PP-BUF, operante il volo 903 da São Luiz a Belém-Val de Cans, durante l'avvicinamento finale all'atterraggio, si schiantò nella baia di Guajará. Dei 40 passeggeri e membri dell'equipaggio, solo in 3 sopravvissero.[10][11]